# Carola Hornig
Carola Hornig (30 aprile 1962) è un'ex canoista tedesca.

## Palmarès

### Olimpiadi
- 1 medaglia:
  - 1 oro (Mosca 1980 nel quattro con)

### Mondiali
- 3 medaglie:
  - 3 argenti (Hazewinkel 1985 nell'otto; Nottingham 1986 nell'otto; Copenaghen 1987 nel quattro con)